# Jan Václav Spitzer
Jan Václav Spitzer, také Johann Wenzel Spitzer (4. dubna 1711 Praha – 16. července 1773 Praha) byl český malíř nástěnných maleb, oltářních obrazů a portrétů v období pozdního baroka a rokoka.

## Život
Vyškolil se nejdříve u pražského malíře Francesca Domenica Barbieriho a od roku 1736 pokračoval ve studiu na Akademii ve Vídni. Studoval také malbu Kosmy Damiána Asama, Václava Reinera a rokokovou benátskou malbu. Patřil k nejpilnějším malířům své doby v Čechách. Pracoval například pro klášterní kostely benediktinů nebo paulánů. Jeho obrazy do mědirytin převáděl Antonín Birkhardt.

### Rodina
30. července 1743 se v kostele sv. Havla v Praze oženil s Annou Barborou Pokornou a usadili se na Starém Městě v Reinerově domě.

## Dílo

### Olejomalby
- Portrét Jana Antonína Kajetána Wunschwitze, Muzeum hlavního města Prahy

### Nástěnné malby
- Mariánský cyklus, kostel Narození Panny Marie, Miličín, (1754)
- Svatovojtěšský cyklus, kostel sv. Vojtěcha, Vejprnice
- Oslava řádových světců a Tomáše Jana Pešiny, sál kláštera paulánů, Obořiště, (1757)
- Nástěnné malby, zámek v Lešanech u Benešova, (1758)[1]
- Cyklus ze života sv. Jana Křtitele, kostel Narození sv. Jana Křtitele Vraný u Slaného
- Cyklus ze života sv. Bartoloměje, Christologický cyklus, kostel sv. Bartoloměje, Hrádek u Nechanic
- Oslava sv. Kříže, Kostel sv. Kříže, Liberec

## Galerie

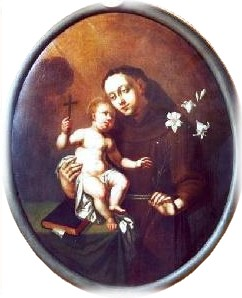
Sv. Antonín Paduánský (1766)
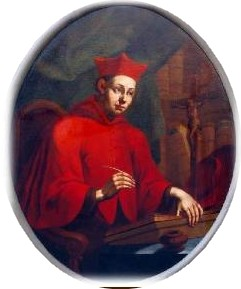
Sv. Bonaventura (1766)
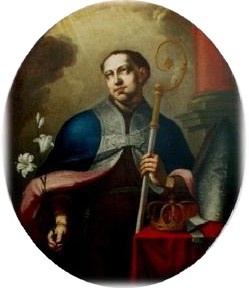
Sv. Ludvík s Toulouse (1766)
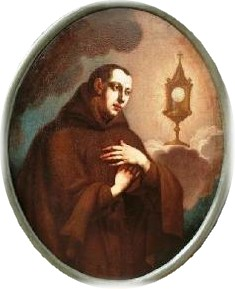
Sv. Paschal Baylonský (1766)
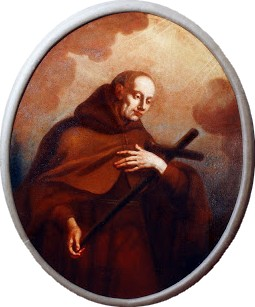
Sv. Petr z Alkantary (1766)